# Fanuatapu (Samoa)
Fanuatapu ist eine kleine unbewohnte Insel der Aleipata-Inseln im Osten von Samoa. Sie gehört administrativ zum Distrikt Atua.

## Geographie
Fanuatapu ist mit 15 ha die kleinste Insel der Aleipata-Gruppe. Sie ist wie ihre Nachbarinseln vulkanischen Ursprungs und erhebt sich halbmondförmig aus dem Meer. Sie besteht aus einem Tuff-Ring der in das Korallenriff hineinragt, das Upolu, sowie Namua umschließt.
Auf dem Eiland steht ein automatischer Leuchtturm.

## Natur
Sie ist ein wichtiges Schutzgebiet für brütende Meeresvögel.
Außerdem sind in den Gewässern rund um die Inseln Seeschildkröten, Delfine, Rochen und Riffhaie heimisch.

## Klima
Das Klima ist tropisch heiß, wird jedoch von ständig wehenden Winden gemäßigt. Ebenso wie die anderen Inseln von Samoa wird Fanuatapu gelegentlich von Zyklonen heimgesucht.